# Karl August von Laffert
Karl August von Laffert (* 1. Juni 1872 in Dannenbüttel; † 19. Oktober 1938 in Garlitz, heute Lübtheen, Landkreis Ludwigslust-Parchim), Angehöriger des Adelsgeschlechts Laffert, war ein deutscher Offizier, Schriftsteller und Nationalsozialist.

## Leben
Er war der Sohn des Gutsbesitzers August von Laffert (1842–1915) und dessen Ehefrau Antoinette Stein. Seine Schwester war die Autorin Viktoria von Dirksen.
Er besuchte die Gymnasien in Wolfenbüttel und Schwerin, lernte dort den Dichter-Philosophen Wilhelm Busch kennen,  und trat nach Ende seiner Schulzeit als Fahnenjunker in das Hessische Dragoner-Regiment Nr. 23 in Darmstadt ein, wo er zum Leutnant befördert wurde. 1910 wurde er in Fürstenwalde Schwadronchef. Schnell stieg er zum Generalstabsoffizier auf und wurde zu diplomatischen Missionen entsandt. Er wurde Vertreter Deutschlands bei der Grenzregulierungskommission zur endgültigen Festlegung der Grenzen Albaniens. Ferner war er zeitweilig Verbindungsoffizier zur bulgarischen Armee sowie Chef der Feldeisenbahn in Rumänien. Im Jahr 1913 wurde von Laffert als Militärattaché nach Konstantinopel ins damalige Osmanische Reich entsandt. Sein Nachfolger auf dem Posten des Militärattachés wurde Erich von Leipzig. Nach Ausbruch des Ersten Weltkriegs blieb von Laffert zunächst noch in Konstantinopel; wegen einer von ihm verfassten Broschüre, in der er sich skeptisch über die deutschen Erfolgsaussichten im sich ausweitenden Krieg geäußert hatte, wurde er 1915 nach Cottbus und mit einem Infanterieregiment nach Verdun versetzt. Nach Kriegsende verabschiedete er sich vom Militär, in dem er zuletzt den Rang eines Oberstleutnants innegehabt hatte, und zog auf ein 1915 geerbtes Gut in Garlitz. Dort betätigte er sich als Schriftsteller. Garlitz beinhaltete vor der großen Wirtschaftskrise 1929/1930 eine Gutsgröße von 306 ha. Davon waren das Gros von 230 ha an die Gemeinde Garlitz-Brömsenberg direkt verpachtet.
Zum 1. Oktober 1930 trat er in die NSDAP ein (Mitgliedsnummer 352.319). Spätestens seit Dezember 1932 war er Mitglied des Deutschen Herrenklubs. Der Beitritt in die SS ist auf den 1. März 1933 datiert, als Sturmführer, also Leutnant der SS, Mitgliedsnummer 36020. Ein Jahr später wurde der Major (Sturmbannführer). 1935 wurde er Mitglied des Volksgerichtshofes. Ferner war er Mitglied der SS und hatte dort den Rang eines Obersturmbannführers. Von Laffert verstarb im Oktober 1938. Er findet nochmals Erwähnung in der Dienstaltersliste der SS als Standartenführer, zugeteilt nominell dem SD-Hauptamt, wenn sicher dort ohne wirklichen Einfluss.
Er war seit 1902 mit Gertrud Schultze-Moderow verheiratet, die auch sein Gut Garlitz erbte. Das Paar hatte einen Adoptivsohn Gerhart de Haas.

## Schriftstellerische Tätigkeit
Ab 1919 verfasste von Laffert mehrere Romane, die überwiegend dem frühen Science-Fiction-Genre zuzurechnen sind und die auch im Ausland erfolgreich waren. Sie wurden – auch auszugsweise – in Jugendpublikationen abgedruckt.
- Kospoli, Roman, 1919 bei Stilke, Berlin
- Gefährliche Wissenschaft, Roman aus d. Gebiete d. Hypnose, 1919 bei Stilke, Berlin
- Frau Irmas Abenteuer, Detektivroman, 1921 bei Moewig & Höffner
- Untergang der Luna, 1921 bei Stilke (auszugsweise als Das Ende unseres Mondes in Das Neue Universum, Stuttgart, Union, 1925)
- Fanale am Himmel, 1925 E. Keils Nachfolger (A. Scherl), Berlin
- Gold, Politischer Roman aus d. Gegenwart, 1922 bei Hermann Paetel, Berlin
- Feuer am Nordpol, Technisch-polit. Roman aus d. Gegenwart, 1924 bei E. Keils Nachf., spanisch: Fuego en el Polo Norte, Editoria International, mit Francisco Villanueva
- Flammen aus dem Weltenraum, Ein Zukunfts-Roman, 1927 bei Kyffhäuser, München
- Buddha im Abendlande, Ein Buch von Glück und Leid, 1928 bei Kyffhäuser, München
- Giftküche, 1929 bei August Scherl, Berlin
- Verbrechen auf Schloß Wörth, Roman, 1929 bei August Scherl, Berlin
- Der Schuß auf dem Bardanjol, Eine Erz. aus Albanien, 1934 bei C. Fr. Fleischer, Leipzig